# Dragan Kovačić
Dragan Kovačić (in serbo Драган Ковачић?; Prelošćica, 5 ottobre 1939 – Zagabria, 11 febbraio 1999) è stato un cestista jugoslavo.

## Carriera
Con la Jugoslavia ha disputato i Giochi olimpici di Tokyo 1964, due edizioni dei Campionati mondiali (1963, 1967) e i Campionati europei del 1965.

## Palmarès
- Coppa Korać: 1

Lokomotiva Zagabria: 1972